# Cyanogomphus demerarae
Cyanogomphus demerarae är en trollsländeart som beskrevs av Selys 1894. Cyanogomphus demerarae ingår i släktet Cyanogomphus och familjen flodtrollsländor. Inga underarter finns listade i Catalogue of Life.